# Nestor Omar Piccoli
Nestor Omar Piccoli (sinh ngày 20 tháng 1 năm 1965) là một huấn luyện viên và cựu cầu thủ bóng đá người Argentina.

## Sự nghiệp Huấn luyện viên
Nestor Omar Piccoli đã dẫn dắt Avispa Fukuoka và Shizuoka FC.